# 瞿廷諧
瞿廷諧（？年—？年），字雲韶。南直隸常州府武進縣（今屬江蘇省常州市武進區）人。明末清初政治人物。

## 生平
瞿士達之子。崇禎十二年（1639年）己卯鄉試舉人。
清順治六年（1649年），中式己丑科第三甲第五十一名同進士出身。授福建泉州府推官。任內擒滅大盜許山父子，闔府為之安定，審斷疑獄有聲。